# Safet
Safet ist ein albanischer und bosnischer männlicher Vorname, arabischer Herkunft mit der Bedeutung Die Reinheit, Die Sauberkeit. Der Name tritt vor allem in mehreren Ländern der Balkanhalbinsel auf.

## Bekannte Namensträger
- Safet Babic (* 1981), deutscher Politiker (NPD) bosnischer Herkunft
- Safet Berisha (1949–2016), albanischer Fußballspieler
- Safet Hadžić (Politiker) (1952–1992), bosnischer Politiker
- Safet Hadžić (Fußballspieler, 1968) (* 1968), slowenischer Fußballspieler und -trainer
- Safet Hadžić (Fußballspieler, 1972) (* 1972), serbischer Fußballspieler
- Safet Isović (1936–2007), bosnischer Sevdah-Sänger
- Safet Nadarević (* 1980), bosnischer Fußballspieler
- Safet Plakalo (1950–2015), bosnischer Dramatiker
- Safet Sušić (* 1955), bosnischer Fußballspieler und -trainer